# Дунаєвський Олександр Михайлович
Олександр Михайлович Дунаєвський (нар.12 грудня 1909, Полтава, Україна —пом.18 січня 1985, Москва) — український радянський письменник і журналіст, військовий кореспондент.
Член Спілки письменників СРСР з 1966 року. Автор документальних повістей в жанрі літературного пошуку, з яких найбільш популярна «Іду за Гашеком» витримала за життя автора чотири видання.

## Біографія

### Початок шляху
Олександр Дунаєвський народився в Полтаві. У 1929 році почав журналістську діяльність в місцевій газеті «Більшовик Полтавщини». Разом з ним в редакції працював майбутній український письменник-сатирик Олександр Ковінька.
Потім працював секретарем редакції районної газети «Правда Зміївщини». І близько 15 років пропрацював кореспондентом газети «Правда».

### Військовий кореспондент
Під час німецько-радянської війни капітан третього рангу Дунаєвський був кореспондентом «Правди» на Карельському фронті і Північному флоті. Олександр Дунаєвський покинув Арктику в кінці 1942 року. Керівництво газети направило його в найгарячішу точку війни — на сталінградский напрямок. Статті та кореспонденції Дунаєвського про мужність і героїзм радянських воїнів регулярно з'являлися на сторінках газети «Правда».
1 лютого 1943 року в газеті «Правда» були надруковані два матеріали про те, як під Сталінградом здавалися в полон німецькі генерали: «Генерали здаються в полон» Дунаєвського і «Сталінград сьогодні» Григоренко. Як зазначив у щоденнику Лазар Бронтман, «в першому з них генерал фамільярно і панібратськи розмовляє з нашим полковником, що взяли його в полон, у другому — наші запросили генерала на вечір художньої самодіяльності. Шум — гігантський. т. Сталін прочитав і обурився, назвав це ліберально-запобігливим ставленням до іноземців, в тому числі, — до ворогів, назвавши це „рабська психологія“». 5 лютого редакція «Правди» отримала постанову ЦК ВКП (б), в якому «розміщення цих матеріалів розцінено, як груба політична помилка, вказано, що це свідчить про притупленні почуття партійності у працівників редакції. Постановою Дунаєвський і Григоренко зняті з воєнкорів, як не відповідають своєму призначенню».

### Повоєнне життя
Весною 1946 р року Дунаєвський очолив в «Правді» створений відділ виїзних редакцій і масової роботи, перед яким ставилося завдання — відродити рабселькоровський рух.
Деякий час (до 1966 року) Дунаєвський очолював в Москві профком літераторів при видавництві «Радянський письменник» . У 1966 прийнятий в Союз письменників.
Помер в Москві в 1985 році.

### Цікаві факти
Олександра Михайловича часто плутали з композитором Ісааком Йосиповичем Дунаєвським. За спогадами Андрія Безкоровайного, одного разу комісару 205-го стрілецького полку Іваннікова, який відзначився в боях, подзвонили зі штабу: «До вас їде Дунаєвський». Комісар розпорядився звільнити землянку для розміщення артистів, поставити намети, приготувати вечерю на двадцять персон. Незабаром перед комісаром постав один-єдиний середнього зросту чоловік у кожушку і вушанці, який виявився спеціальним кореспондентом «Правди» Олександром Дунаєвським.

## Творчість

### Початковий етап
Перша книжка Олександра Дунаєвського — «Надія Кошик» — вийшла в 1947 році. Вона розповідає про комсомолку, ланкову колгоспу імені XVII партз'їзду Верхньодніпровського району Дніпропетровської області, відзначеної в 1947 році званням Героя Соціалістичної Праці за високі врожаї кукурудзи.
Далі вийшли друком «Дівчина із золотою медаллю», «Покликання», «З кінопересувки по селах», «Ливенський скарб» (нариси про людей і справи одного племрозсадника; Державне видавництво сільськогосподарської літератури, 1956), «Життя візьме своє». Деякі з цих книг були переведені на іноземні мови і видані за кордоном .

### Літературний пошук
Олександр Дунаєвський найбільш відомий як автор документальних повістей в жанрі літературного пошуку про учасників громадянської війни в Росії з різних країн — Фрідріха Платтену, Ярослава Гашека, Жанни Лябурб, Каре Лігеті, Олеко Дундича, Гайке Бжішкяне і ін. Часто ці повісті доповнювалися автором і перевидавалися:
- <i id="mwWQ">Новогрудский Г.</i>, Дунаєвський А. Товариші китайські бійці. — М., 1959. У книзі зібрані спогади про участь китайців на всіх фронтах громадянської війни в Росії.
- Олеко Дундич. — М .: Воениздат, 1960. — 143 с.
- Новогрудский Г., Дунаєвський А. Слідами Пау: Історія одного літературного пошуку. — М .: Воениздат, 1962. — 248 с. Це перероблене і доповнене видання документальної повісті «Товариші китайські бійці». Письменники в архівах рядок за рядком простежили шлях легендарного Пау — командира китайського батальйону.
- Іду за Гашеком. — М .: Воениздат, 1963. — 152 с.
- Слідами Гая: Документальна повість. — Єреван: Айастан, 1966. — 238 с.
- Платтен відомий і невідомий: Документальна повість. — М .: Воениздат, 1974. — 248 с.
- Слідами Гая. — Свердловськ: Середньо-Уральське книжкове видавництво, 1975. — 272 с.
- Жанна Лябурб — знайома і незнайома. — М .: Политиздат, 1976. -167 с.
- Справжня історія Каро Лігеті. Іду за Гашеком. Червоний Дундич: Документальні повісті. — М .: Воениздат, 1978. — 368 с.
- Жанна Лябурб — знайома і незнайома: Документальна повість. — 2-е видання, доповнене. — М .: Политиздат, 1982. — 254 с.
- Іду за Гашеком [Архівовано 16 жовтня 2021 у Wayback Machine.]: Документальна повість. — 4-е видання, доповнене. — М .: Радянська Росія, 1983.
- Олеко Дундич: Документальна повість. — Кишинів: Карта молдовеняске, 1987. — 158 с.
- Слідами Гая: [Повість про героя громадянської війни] / [Пер. Т. аваз; Вступ. ст. А. Мікояна; Худож. Т. Жирнов]. — Ташкент: Еш гвардія, 1987. — 301 с.

Іраклій Андроніков, розмірковуючи про жанр наукового пошуку, писав: "Олександр Дунаєвський розповідає, як він йшов по слідах героїв громадянської війни в Росії — чеха Ярослава Гашека, угорця Каро Лігеті, як відвідував місця, де вони воювали, розпитував очевидців, розшукував документи, вчитувався в стовпці військових газет того часу. Тому долучимо до нового жанру і його книги — «Іду за Гашеком», «Справжня історія Каро Лігеті», «Слідами Гая» … "
Зокрема, працюючи над документальною повістю про Фрідріха Платтену, Дунаєвський більше десяти років вів пошуки в архівах і установах Москви, Ленінграда, Києва, Кам'янця-Подільського, Риги, Вільнюса, Швейцарії та ін. Він виявив або розшифрував цілий ряд невідомих або маловідомих важливих подій і фактів з життя Платтена і Леніна .
Повість «Іду за Гашеком» друкувала на своїх сторінках газета «Руде право» — орган ЦК Комуністичної партії Чехословаччини .

### Про Другу світову
Подіям Другої Світової війни Дунаєвський присвятив книгу:
- Дні і ночі Мурманська: Слідами військових записок. — М .: Воениздат, 1985. — 223 с.

Попередньо «Дні і ночі Мурманська» були опукліковани в журналі «Звезда» — в № 6 за 1980 рік. У наступному році — теж в № 6 — журнал вмістив відгуки на цей твір Дунаєвського.
У 1981 році в Державному архіві Мурманської області утворена колекція документів ветеранів війни, учасників оборони Заполяр'я. У цій колекції, зокрема, зібрані рукописи і фотокопії статей військового кореспондента газети «Правда» в Заполяр'ї Олександра Дунаєвського, глави з його документальної повісті «Дні і ночі Мурманська», рецензії та відгуки читачів на книгу .